# Toras (demo)
Toras (en griego antiguo: Θοραί, Thorái) era un demo del Ática situado en la costa sur de Atenas, cerca del cabo Zóster, entre los demos de Anagirunte y de Lamptra. Probablemente se encontraba entre las actuales Lagonissi y Agios Dimitirios.
Según Ferécides de Leros, Cefalo vivió aquí después de su matrimonio con Procris.

## Gente notable
- Aristóteles (uno de los Treinta Tiranos, homónimo del famoso filósofo de Estagira), nacido hacia la mitad del siglo V a. C., que estaba inscrito en el demo.